# 薩利納斯湖

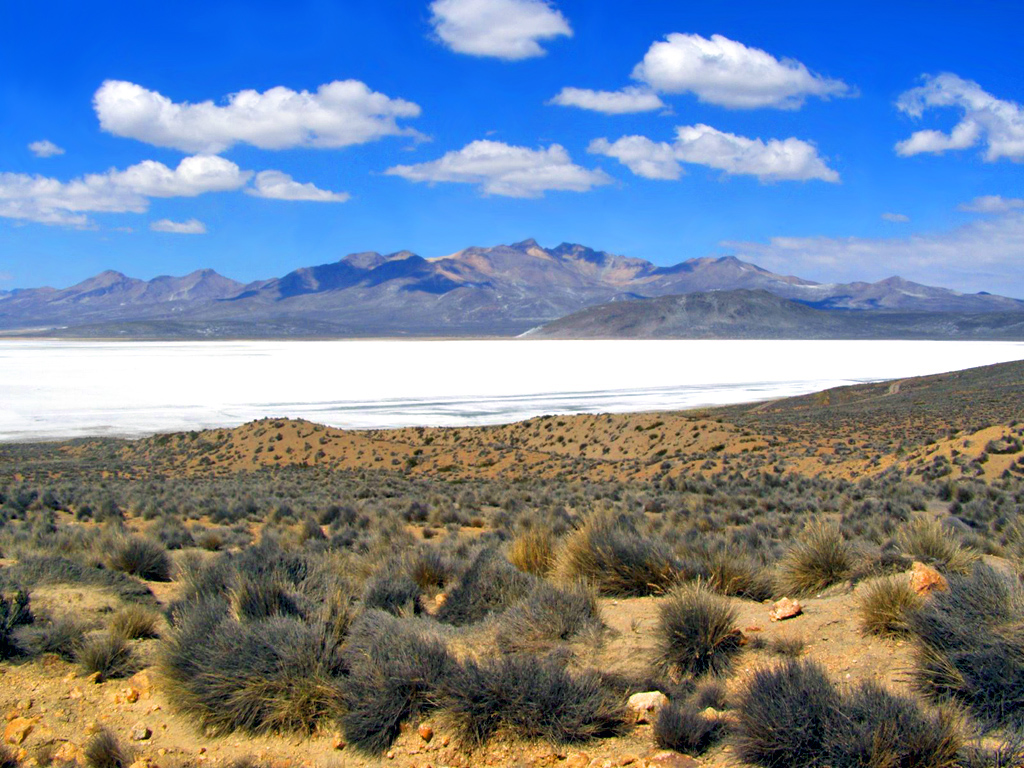

16°22′05″S 71°08′09″W / 16.368056°S 71.135833°W
薩利納斯湖（西班牙語：Laguna de Salinas）是秘魯的湖泊，位於該國南部阿雷基帕大區的阿雷基帕省，距離阿雷基帕約60公里，面積61.28平方公里，海拔高度4,300米，每年平均降雨量285毫米。